# باشگاه فوتبال لام پاک
گروپو دسپورتیوو د لام پاک یک باشگاه فوتبال حرفه‌ای اهل ماکائو است که در شهر ماکائو بازی می‌کند. آنها در لیگ دسته اول ماکائو بازی می‌کنند. لام پاک یکی از تیم‌های قوی در ماکائو است. آنها به دلایل مالی منحل شدند.